# アレクサンデル・シェリガ
アレクサンデル・シェリガ（Aleksander Šeliga、1980年2月1日 - ）は、スロベニアの元サッカー選手。元スロベニア代表。ポジションはゴールキーパー。

## 経歴
2010年3月に親善試合でスロベニア代表デビュー。2010 FIFAワールドカップのメンバーにも選出された。

## 代表歴

### 出場大会
- スロベニア代表
  - 2010 FIFAワールドカップ

### 試合数
- 国際Aマッチ 1試合 0得点（2010年）[1]

| スロベニア代表 | 国際Aマッチ | 国際Aマッチ |
| 年             | 出場        | 得点        |
| -------------- | ----------- | ----------- |
| 2010           | 1           | 0           |
| 通算           | 1           | 0           |